# Ornithoptera alexandrae
Ornithoptera alexandrae је врста лептира из породице једрилаца (лат. Papilionidae). Крило краљице Александре је највећи и најређи лептир на свету. Ову врсту лептира открио је 1906. године енглески природњак Алберт Стјуарт Мак. Добио је име по краљици Александри од Данске, супрузи тадашњег краља Енглеске, Едварда VII. 

## Распрострањеност
Живи у тропским шумама Папуа Нове Гвинеје. Распон крила око 25 цм, масе око 30г. Мужјак и женка се разликују као да су две различите врсте. Мужјак има плаве и зелене шаре, док женка има крила црне, златне и црвене боје. Јарке боје на крилима служе као упозорење потенцијалним непријатељима: Нисам за јело, отрован сам.
Мужјаци штите територију: уколико виде другог мужијака стану преко женке и испуштају специјалне супстанце-феромоне којом истовременом позивају женке на парење.

## Размножавање
Хране се нектаром цветова који расту на дрвећу високо изнад земље и ретко силазе на тло. Као и сви лептири и највећи лептир на свету – Крило краљице Александре има четири фазе животног циклуса: Прво женка полаже једно велико, округло, жуто јаје. Јаје полаже на тропској лози која је отровна за друге животиње. Фиксира га испод листа наранџастом лепљивом супстанцом. Јаје се излегне након 11 до 13 дана. Претвара се у гусеницу. То је друга фаза. Гусеница је велика и црна са жутом траком и редовима црвених бодљи на леђима. Она постаје предатор који поједе ту биљку на којој се излегла. Иако је лишће ове тропске лозе отровно, гусеницу не убијају, већ она складишти отров у свом телу. Током раста гусеница пресвлачи кожу шест пута. Њена кожа није растегљива, не расте, зато што инсекти имају спољни скелет (егзо скелет). Након тих шест пресвлачења,гусеница је спремна за трећу фазу  животног циклуса,закачи се за стабљику биљке и формира бледобраон чауру. Након шест недеља постаје лептир. То се зове метаморфоза. Кад лептир изађе из заштитног омотача (чауре), прво осуши крила, па полети. Одрасли лептири живе око три или више месеци.

## Угроженост
Ова врста се сматра угроженом.Опстанак овог лептира зависи од једне врсте тропске лозе Aristolochia schlechteri pipevine чијим се лишћем хране његове гусенице. Због крчења тропских шума станиште лептира Крило краљице Александре је изразито угрожено. Знатан део његовог станишта уништен је 1950. године у ерупцији вулкана Кадовар. Уписан је у Црвену књигу.